# Tatort: Borowski und die Frau am Fenster
Borowski und die Frau am Fenster ist ein Fernsehfilm aus der Krimireihe Tatort, der am 2. Oktober 2011 im Programm der ARD Das Erste erstmals ausgestrahlt wurde. Es handelt sich um die 812. Tatortfolge; für den Kieler Ermittler Klaus Borowski, verkörpert von Axel Milberg, ist es sein 17. Fall. Die von Sibel Kekilli dargestellte Sarah Brandt ermittelt in ihrem ersten Fall an Borowskis Seite. Die Haupt-Gaststars dieser Folge sind Sibylle Canonica als einsame, gefährliche Tierärztin und Dirk Borchardt als Streifenpolizist Hans Nielsson, dessen Freundin plötzlich verschwunden ist.

## Handlung
Streifenpolizist Hans Nielsson lebt mit seiner Freundin Valeska Orschanova in einem Haus neben der Tierärztin Charlotte Delius. Delius, die selbst an Nielsson interessiert und eifersüchtig auf Orschanova ist, beobachtet das Paar mehrfach aus dem Fenster ihres Hauses und ihrer Praxis. Eines Morgens wartet sie ab, bis Nielsson das Haus verlassen hat, um zu seiner Arbeitsstelle zu fahren, und bricht kurz darauf in dessen Haus ein, wo sie Orschanova zunächst mit einem Elektroschocker betäubt, danach erstickt und die Leiche in Folie eingewickelt entsorgt. Anschließend beseitigt Delius sämtliche persönlichen Gegenstände von Orschanova.
Während Nielsson sicher ist, Orschanova sei das Opfer eines Verbrechens geworden, ist der ermittelnde Kriminalhauptkommissar Klaus Borowski zunächst skeptisch. Dem ersten Eindruck nach deuten keine Anzeichen auf ein Verbrechen hin und die Frage kommt auf, ob der Polizist möglicherweise selbst etwas mit dem Verschwinden seiner Freundin zu tun hat. Doch als Borowski sich im Haus des Streifenpolizisten umschaut, findet er unter einem Schrank die verbogene Zahnspange der Vermissten. Ohne Gewalteinwirkung kann die Spange nicht herausgebrochen worden sein. Nun ist Nielsson endgültig davon überzeugt, dass jemand in sein Haus eingedrungen ist und seine Geliebte ermordet hat.
Borowski kann in Erfahrung bringen, dass die junge Frau, die offiziell an der Kieler Universität Germanistik studierte, für einen Escort-Service arbeitete und mutmaßt, dass Nielsson dies herausgefunden und Orschanova aus Eifersucht ermordet haben könnte. Diese Spur verläuft jedoch ebenso im Sande wie die Durchsicht der Kundendatei des Escort-Services.
Borowski sieht sich in der Nachbarschaft um und stößt auf die zunächst unauffällige Delius und den älteren Harry Reens, der als „Dorftrottel“ verschrien wird, und seinen Bauernhof. Reens versteckt sich aus Angst unter seinem Bett und erzählt etwas von einer Hexe, die alle holen werde. Verursacht durch sein panisches Agieren, erleidet Reens einen Herzinfarkt. Der von Borowski alarmierte Notarzt kann nicht verhindern, dass Reens an den Folgen des Infarktes noch vor Ort verstirbt. Bei der Untersuchung der Schlammgrube des Bauernhofs findet die Spurensicherung nicht nur die sterblichen Überreste der vermissten Orschanova, sondern auch noch eine zweite Frauenleiche. Die Unbekannte, die nur etwa siebzehn Jahre alt wurde, ist schätzungsweise bereits seit zwanzig Jahren tot.
In einem Gespräch mit Borowski erklärt Delius diesem, dass ihre Tochter Rosemarie seit langer Zeit in Afrika lebe und von dort wöchentliche Briefe schreibe. Sarah Brandt, die neue Kollegin an Borowskis Seite, ermittelt jedoch, dass auf den Namen Rosemarie Delius kein Pass existiert, wodurch eine Ausreise nach Afrika unmöglich gewesen sein muss. Borowski vermutet deswegen, dass es sich bei der unbekannten Leiche um Delius’ Tochter handeln könnte. Erneut sucht Borowski Delius in ihrem Haus auf und konfrontiert sie mit diesen Erkenntnissen. Nun entpuppt sich Delius dem Ermittler als psychisch kranke Persönlichkeit, denn sie gibt zu, dass Rosemarie sie im Alter von siebzehn Jahren verließ, was sie nicht ertragen konnte. Die Briefe der Tochter wurden allesamt von Delius selbst verfasst. Sie ist davon überzeugt, „das perfekte Verbrechen“ begangen zu haben. Kurz darauf setzt Delius Borowski mit dem Elektroschocker, mit dem sie auch Orschanova betäubte, außer Gefecht. Während er bewegungsunfähig am Boden liegt und sie ihm eine Spritze mit Gift verabreichen will, erscheint Brandt im Garten des Hauses und bemerkt das Geschehen im Haus durch das Fenster. Mit gezielten Schüssen durch die Fensterscheibe streckt sie Delius nieder, die dabei in ihre eigene Giftspritze fällt und stirbt.

## Produktionsnotizen, Hintergrund
Der Film wurde von der Nordfilm Kiel GmbH im Auftrag des Norddeutschen Rundfunk produziert. Die Dreharbeiten fanden vom 1. März bis zum 31. März 2011 statt. Drehorte waren Kiel und Umgebung, darunter zwei Einfamilienhäuser im Quarnbeker Ortsteil Stampe. Milbergs Großvater, Theodor Milberg, war Besitzer von Gut Quarnbek.
In diesem Tatort steigt Sibel Kekilli als Sarah Brandt in die Krimireihe mit ein und wird künftig die neue Partnerin Borowskis sein. Sie ersetzt Frieda Jung, die von Maren Eggert gespielt wurde und in der Folge 761 (Tango für Borowski) ausstieg.
Der Regisseur Stephan Wagner hat den Film auch montiert, er benutzt als Editor das Pseudonym Gunnar Wanne-Eickel.

## Rezeption

### Einschaltquote
Die Erstausstrahlung von Borowski und die Frau am Fenster wurde bei seiner Erstausstrahlung von insgesamt 6,17 Millionen Zuschauern gesehen und erreichte einen Marktanteil von 20,3 Prozent für Das Erste; in der Gruppe der 14- bis 49-jährigen Zuschauer konnten 1,59 Millionen Zuschauer und ein Marktanteil von 13,5 % erreicht werden.

### Kritik
„Borowski und die Frau am Fenster ist ein vorzüglicher ‘Tatort’, der getragen wird von der am Detail orientierten Spannung auf den Gang der Handlung. Der Film lebt von irrwitzigen Szenen, von kleinsten Irritationen, Regisseur Stephan Wagner spricht vom ‚Schachspiel des Erzählens‘. Bereits die Eingangssequenz unterläuft die Erwartungen und nimmt im Sekundentakt neue Wendungen. Auch das […] Zusammentreffen von Borowski und Brandt ist eine kleine komödiantisch aufgelöste Miniatur. Jede Szene ist bemerkenswert. Und auch die Moralapostel bekommen etwas zum Aufregen: eine in der Mikrowelle zerplatzte Zecke oder ein verendetes Pferd. Der Film ist dicht und von hoher Intensität […] Borowski und die Frau am Fenster besitzt etwas Beunruhigendes, sorgt aber mit Witz und Faible für Absurdes immer wieder für entlastende Kontrapunkte.“

„Es hätte ruhig noch ein wenig tiefer sein können. Zumal Kommissar Borowski (Axel Milberg) mit Sarah Brandt eine neue Partnerin bekommt. Sibel Kekilli spielt die junge Polizistin keck, schlitzohrig und respektlos. Andererseits hätte eine Portion weniger Klischee dem Film hier und da gut getan, wenn Borowski, der im alten Passat-Kombi und Handy mit Ausziehantenne ohnehin anachronistisch wirkt, auf eine junge Dame trifft, die Sätze sagt wie ‚Hab’s ihnen auf den Stick gezogen‘ oder ‚Das ist ’n Trojaner‘. Das wirkt dann doch arg gewollt und, nun ja, oberflächlich. Borowskis wunderbar unaufgeregte Art, die guten Schauspieler und das norddeutsche, fast skandinavische Flair machten den Film aber doch sehenswert. Sieht so aus, als könnten wir uns auf das Duo Milberg-Kekilli richtig freuen.“

„Interessante Figuren, superb gespielt“

Dieter Wunderlich lobte: „Die ‚Tatort‘-Folge ‚Borowski und die Frau am Fenster‘ ist ein Highlight unter den deutschen Fernsehfilmen. Das Drehbuch ist gut durchdacht, die Inszenierung erstklassig. Und Sibylle Canonica zeigt eine schauspielerische Glanzleistung.“